# Навалка вугілля
Нава́лка вугі́лля, або навалення вугілля (рос. навалка угля, англ. coal loading, нім. Kohlenladung f, Kohlenfüllen n, Kohlenwegfüllen n) — навантаження відбитого від масиву вугілля на вибійний конвеєр або інші транспортні засоби.
Здійснюється ручним або механічним способами. При роботі врубової машини навалка вугілля на конвеєр проводиться вручну за допомогою лопат, а при роботі комбайна або струга — механічним шляхом за допомогою навантажувача.